# Бистрочај (Трново)
Бистрочај су насељено мјесто у општини Трново, Федерација БиХ, Босна и Херцеговина.

## Становништво
|        | 2013.      | 1991.       | 1981.       | 1971.       |
| Укупно | 0 (0,000%) | 25 (100,0%) | 59 (100,0%) | 76 (100,0%) |
| Срби   | –          | 25 (100,0%) | 59 (100,0%) | 76 (100,0%) |